# Широкоротый карепрокт
Широкоротый карепрокт (лат. Careproctus latiosus) — вид морских лучепёрых рыб рода карепроктов из семейства липаровых.

## История изучения
Вид описан Н. В. Черновой и А. П. Андрияшевым по четырём образцам (голотип, паратип и два дополнительных экземпляра), поднятым тралом научно-исследовательского судна «Академик Мстислав Келдыш» в мае (дополнительный экземпляр) 1989 года, августе и сентябре (дополнительный экземпляр) 1991 года в районе континентального склона Норвежского моря к юго-западу от острова Медвежий (73°42´-73°44´ с. ш., 13°36´-13°38´ в. д.) с глубин 1478—1695 м.
Видовое название latiosus составлено из латинских слов «latus» («широкий») и «os» («рот»), отсылая на большую ширину рта рыбы.

## Описание
Рыба с удлинённым низким телом (от 53 до 97,5 мм длиной), относительно крупной, низкой головой без вздутого затылка. Рыло широкое и притупленное, с небольшой рыльной складкой, слабо выступающее над верхней челюстью. Глаза небольшие. Ноздрей одна пара, расположены на одном уровне с нижней половиной глаз. Рот большой, его задний конец доходит до вертикали заднего края глаза. Верхняя челюсть несколько крупнее нижней. Подбородок закруглённый. На каждой ветви обоих челюстей располагается по 14 косых рядов мелких простых неострых зубов (в полных рядах спереди 4-5 зубов). Жаберное отверстие доходит до основания 1-2 луча грудных плавников. Жаберная крышка угловатых очертаний. Жаберных тычинок 6 штук, все бугорковидные, с шипами на вершинах. Диск вогнутый, ширина хрящевого края равна 2/3 от диаметра. Кожна кайма вокруг диска не выражена. Анус отстоит от диска на 0,7 его диаметра. Желудок смещён в левую часть брюшной полости. Пилорических придатков 11, все примерно одной длины. Студенистый подкожный слой развит слабо.
Позвонков от 59 до 60 (туловищных 10, хвостовых 49-50), плевральных рёбер две пары, обе короткие и тонкие. Единственная гипуральная пластинка дистально разделена щелью. Epurale одно. В спинном плавнике 52 луча, в грудных — 22-26, в хвостовом — 12 (из них основных 11). Спинной и анальный плавники низкие. Грудные плавники с выемкой, расположены вентро-латерально. Лучи нижней лопасти удлинённые, заходят концами за анус. Грудных радиалий три.
Зафиксированные в спирте экземпляры имеют светлую окраску. Кожа розоватая с серым оттенком, нижняя часть головы и подбородок лишены пигментации. Мышечная ткань светло-коричневая. Язык, пилорические придатки, желудок, жаберная полость и жаберные дуги светлые. Крыша ротовой полости серая, перитонеум чёрный.

## Биология
Внутри паратипа, выловленного в августе, обнаружены яичники с ооцитами трёх генераций, из которых 17 достигли диаметра 3,0-4,5 мм, 9 — диаметра 1,2-2,2, а все прочие не превышали размеров 1 мм.